# Megaselia incongruens
Megaselia incongruens är en tvåvingeart som beskrevs av Schmitz 1940. Megaselia incongruens ingår i släktet Megaselia och familjen puckelflugor. Inga underarter finns listade i Catalogue of Life.